# Bitwa pod Marsaglią
Bitwa pod Marsaglią (zwana też bitwą pod Orbassano) – starcie zbrojne, które miało miejsce 4 października 1693 roku w trakcie wojny palatynackiej.
Nicolas Catinat (35 000 Francuzów) maszerował z Fenestrelle i Susy na odsiecz twierdzy Pinerolo, bronionej przez hrabiego Tessé i obleganej przez armię księcia sabaudzkiego Wiktora Amadeusza II (30 000 Sabaudczyków i Hiszpanów]). Zajmował on pozycje w typowym szyku bitewnym na północ od wioski Marsaglia, blisko Orbassano.
4 października książę Sabaudzki zaatakował frontalnie nadchodzącą armię francuską. Marszałek Catinat dzięki swoim niezwykłym talentom dowódczym odniósł znakomite zwycięstwo, porównywalne z bitwą pod Neerwinden.
Piemontczycy i ich sojusznicy stracili 8 000 zabitych i rannych oraz 2000 jeńców, podczas gdy Francuzi tylko 1 800 zabitych i rannych.
Bitwa pod Marsaglią była, jeśli nie pierwszą, to na pewno jedną z pierwszych bitew, podczas której piechota użyła do walki wręcz bagnetów. Po raz pierwszy pojawili się w zachodniej Europie huzarzy. W bitwie pod Marsaglią wziął udział austriacki regiment huzarski, utworzony w 1692 roku z dezerterów.
W roku 1696 w Pinerolo Sabaudia i Francja zawarły separatystyczny pokój. Dzięki temu siły francuskie zaangażowane na froncie sabaudzkim mogły być przerzucone na inne fronty wyczerpującej wojny.